# Laurence S. Kuter

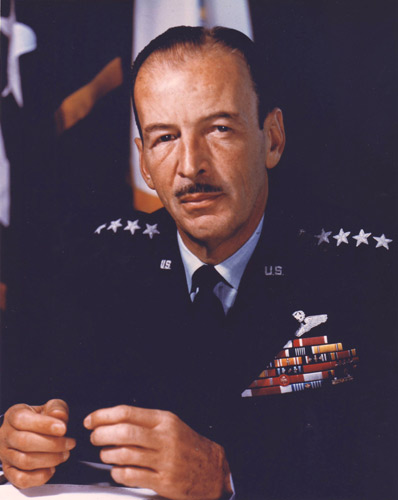
Laurence S. Kuter

Laurence Sherman Kuter  (* 28. Mai 1905 in Rockford, Illinois; † 30. November 1979 in Naples, Florida) war ein General der United States Air Force. Er war unter anderem Kommandeur der Pacific Air Forces.

## Leben
Laurence Kuter war ein Sohn von Maynard Washborn Kuter (1877–1969) und dessen Frau Minna B. Beiser (1881–1964). In den Jahren 1923 bis 1927 durchlief er die United States Military Academy in West Point. Nach seiner Graduation wurde er als Leutnant der Feldartillerie zugeteilt. In der Armee bzw. ab 1947 der Luftwaffe stieg er in den folgenden Jahrzehnten bis zum Vier-Sterne-General auf.
Kuter diente zunächst in einer Einheit der Feldartillerie in Monterey in Kalifornien. Er war jedoch mehr an der Fliegerei interessiert und absolvierte daher in den Jahren 1929 und 1930 eine Ausbildung zum Militärpiloten. Er wechselte von der Feldartillerie zum United States Army Air Corps und wurde zu einer Bombereinheit auf dem Langley Airfield in Virginia versetzt. Dort nahm er an Übungen für Bomberpiloten teil. Im weiteren Verlauf der 1930er Jahre setzte er diese Laufbahn bei verschiedenen Einheiten fort. Er nahm außerdem als Pilot an militärischen Flugshows teil. Im Jahr 1935 absolvierte er die Air Corps Tactical School auf der damaligen Maxwell Air Base in Alabama.
Im Juli 1939 wurde Kuter zum Stab des Kriegsministeriums versetzt, das damals von George C. Marshall geleitet wurde. Ab August 1941 gehörte er der Air War Plans Division an, die eine Einsatzkonzeption der amerikanischen Luftstreitkräfte gegen potentielle Gegner entwarf. Danach wurde er von General Henry H. Arnold in das Hauptquartier der United States Army Air Forces (USAAF) berufen. Diese Einheit war 1941 aus dem Army Air Corps hervorgegangen. Kuter war zwischen April und September 1942 Stabsoffizier im Hauptquartier der USAAF.
Bereits seit Dezember 1941 nahmen die Vereinigten Staaten am Zweiten Weltkrieg teil. Ab Oktober 1942 war Kuter, der zwischenzeitlich zum temporären Brigadegeneral befördert worden war, in England stationiert. Dort kommandierte er das 1. Bombergeschwader (1st Bombardment Wing). Diese Einheit flog Kampfeinsätze auf Deutschland und auf deutsche Stellungen im besetzten Europa. Gleichzeitig war Kuter auch Berater des Kommandeurs der übergeordneten 8. Luftflotte. Zwischen Januar und Mai 1943 war Laurence Kuter auf dem nordafrikanischen Kriegsschauplatz eingesetzt. Dort gehörte er den neuaufgestellten Northwest African Air Forces an. Er war stellvertretender Kommandeur der untergeordneten Northwest African Tactical Air Force. Zusammen mit Einheiten der britischen Royal Air Force unterstützen die amerikanischen Heeresflieger den Vormarsch der alliierten Bodentruppen in Nordafrika.
Nach der deutschen Kapitulation in Nordafrika im Mai 1943 wurde Kuter zum Hauptquartier der USAAF versetzt, wo er Stabsoffizier in dessen Abteilung für Planungen und Kampfeinsätze war (Assistant Chief of Air Staff for Plans & Combat Operations, Headquarters US Army Air Forces). Diese Aufgabe nahm er zwischen dem 15. Mai 1943 und dem 11. Mai 1945 wahr. Dabei war er wieder General Arnold unterstellt, den er aufgrund von dessen Erkrankungen bei der Konferenz von Jalta und der Konferenz von Malta als Vertreter der Luftstreitkräfte vertrat. Im Juni und Juli 1945 war Kuter stellvertretender Kommandeur der Luftstreitkräfte der Armee im pazifischen Raum (Deputy Commanding General US Army Air Forces Pacific Ocean Area). Zu dieser Zeit war der Krieg mit Japan noch in vollem Gange.
Zwischen September 1945 und Juni 1946 kommandierte Kuter die atlantische Abteilung des Air Transport Commands (Commanding General Atlantic Division, Air Transport Command). Zwischen September 1946 und Februar 1948 war er amerikanischer Delegierter bei der Internationalen Zivilluftfahrtorganisation in Montreal in Kanada. Im Jahr 1947 wurde er in die neugegründete United States Air Force übernommen. Vom 1. März 1948 bis zum 14. November 1951 kommandierte er den Military Air Transport Service der dem Verteidigungsministerium der Vereinigten Staaten unterstand. Dieser leistete während der Berlin-Blockade und später im Koreakrieg logistische Unterstützung. Zwischen November 1951 und April 1953 leitete Laurence Kuter die Personalabteilung (G1) im Hauptquartier der Luftwaffe.
Anschließend war er bis Mai 1955 Leiter der Air University. Es folgte eine Versetzung nach Japan, wo er zwischen Juni 1955 und Juli 1957 die dortigen amerikanischen Luftwaffeneinheiten kommandierte (Commander of the Far East Air Forces Japan). Aus dieser Einheit entstanden dann die Pacific Air Forces, die in Hawaii ansässig sind. Kuter wurde erster Kommandeur dieses neuen Großverbands. Dieses Kommando hatte er zwischen dem 1. Juli 1957 und dem 1. August 1959 inne, als Emmett O’Donnell Jr. seine Nachfolge antrat. Dabei vertrat er, wie einige andere Luftwaffengeneräle, die Meinung die Vereinigten Staaten sollten im Falle einer chinesischen Blockade der Formosastraße Nuklearwaffen einsetzen.
Nach dem Ende seines Kommandos über die Pacific Air Forces erhielt Kuter am 1. August 1959 als Nachfolger von Earle E. Partridge das Kommando über das North American Aerospace Defense Command (NORAD) mit Hauptquartier auf der damaligen Peterson Air Force Base der heutigen Peterson Space Force Base bei Colorado Springs in Colorado. Dieses Amt bekleidete er bis zum 30. Juli 1962 als John K. Gerhart seine Nachfolge antrat. Anschließend schied Kuter aus dem aktiven Militärdienst aus. Als Pilot brachte er es auf über 8000 Einsatzstunden.
Zwischen 1962 und 1970 gehörte Laurence Kuter als vice president dem Vorstand der Pan American World Airways an. Der mit Ethel Lyddon (1905–1993) verheiratete Offizier starb am 30. November 1979 in Naples in Florida und wurde auf dem Friedhof der United States Air Force Academy in Colorado Springs beigesetzt.

## Orden und Auszeichnungen
Laurence Kuter erhielt im Lauf seiner militärischen Laufbahn unter anderem folgende Auszeichnungen:
- Army Distinguished Service Medal
- Legion of Merit
- Bronze Star Medal